# Aheylita
La aheylita es un mineral de la clase de los minerales fosfatos, y dentro de esta pertenece al llamado “grupo de la turquesa”. Fue descubierta en 1984 en Huanuni, en el departamento de Oruro (Bolivia), siendo nombrada así en honor de Allen V. Heyl, geólogo estadounidense. Un sinónimo es su clave: IMA1984-036.

## Características químicas
Es un fosfato hidroxilado e hidratado de hierro y aluminio. Tiene la estructura molecular de los minerales del grupo de la turquesa al que pertenece, hidroxifosfatos del sistema cristalino triclínico. Además de los elementos de su fórmula, suele llevar como impureza cinc.

## Formación y yacimientos
Es un mineral que se forma en las últimas etapas de la alteración hidrotermal, encontrado en un yacimiento con base metálica de estaño.
Suele encontrarse asociado a otros minerales como: variscita, esfalerita, vivianita, wavellita, casiterita, pirita o cuarzo.